# Vrchní soud (Londýn)

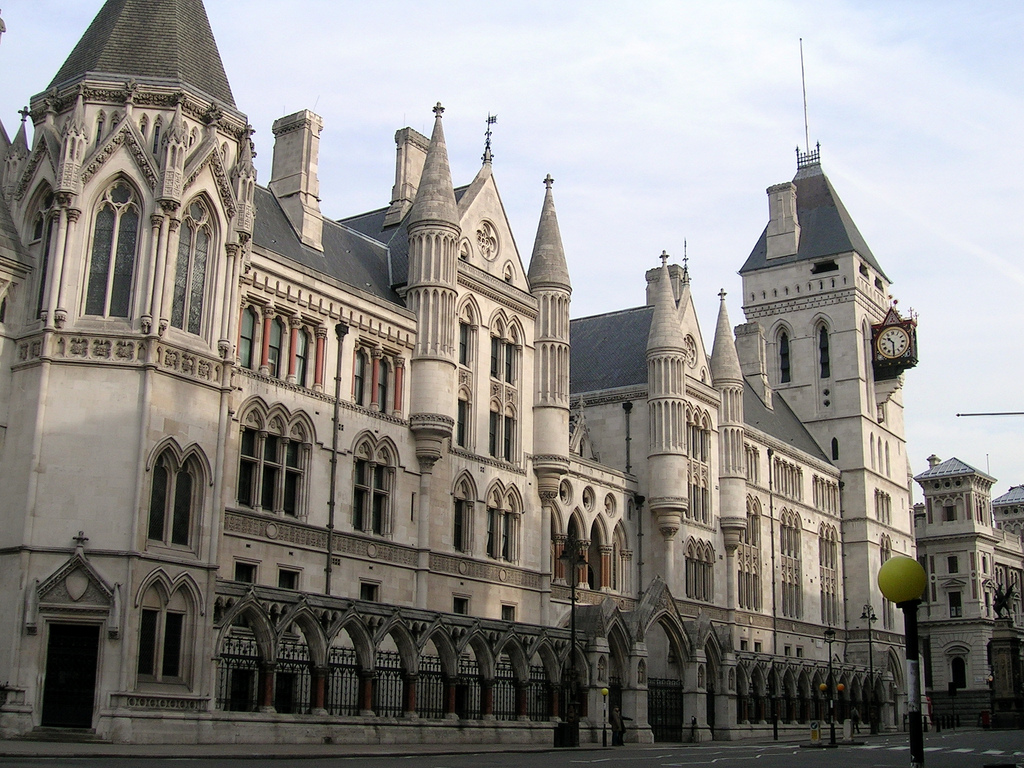
Sídlo soudu na ulici Strand v Londýně

Vrchní soud (anglicky: His Majesty's High Court of Justice in England, obyčejně High Court of Justice of England and Wales, nebo High Court of Justice nebo jednoduše High Court) je britský soud. Spolu s Odvolacím soudem Anglie a Walesu a Korunním soudem, tvoří soustavu Vyšších soudů Anglie a Walesu. Pro potřeby právních citací se užívá zkratka EWHC.
Soud byl založen v roce 1875 a má sídlo v Londýně.

## Kompetence
Soud rozhoduje jako soud první instance ve všech komplikovaných nebo vysoce důležitých případech. Také je nadřízeným soudem pro všechny ostatní nižší soudy a tribunály, kromě několika zákonných výjimek.

## Organizace
Soud má tři hlavní divize:
- Královský soud (Queen’s Bench Division)
- Soud Lorda kancléře (Chancery Division)
- Rodinný soud (Family Division)